# Four Lakes
Four Lakes – jednostka osadnicza w Stanach Zjednoczonych, w stanie Waszyngton, w hrabstwie Spokane.